# Ананьино (Кемеровская область)
Ананьино — посёлок в Новокузнецком районе Кемеровской области. Входит в состав Загорского сельского поселения.

## География
Центральная часть населённого пункта расположена на высоте 273 метров над уровнем моря.

## История
С 26 ноября 2013 года посёлок входит в Загорское сельское поселение, которое образовано в связи вступлением в силу Закона Кемеровской области от 7 марта 2013 года № 17-ОЗ. Прежде посёлок был в составе ныне упразднённого Костёнковского сельского поселения.

## Население
| 2010 |
| ---- |
| 38   |

По данным Всероссийской переписи населения 2010 года, в посёлке Ананьино проживает 38 человек (22 мужчины, 16 женщин).